# 거짓 선동
거짓 선동 (Big lie, 새빨간 거짓말)은 가짜뉴스를 퍼뜨리는 것을 의미하며, 정치선동 방법 중 하나이다.

## 홀로코스트
제프리 허프는 괴벨스와 나치가 이 방법을 사용하여, 반유대주의를 통하여 대량 학살에 활용하였다고 주장하였다.

## 같이 보기
- 마녀사냥